# Пучиглазово
Пучигла́зово (рос. Пучиглазово, марій. Эпак) — присілок у складі Сернурського району Марій Ел, Росія. Входить до складу Кукнурського сільського поселення.

## Населення
Населення — 20 осіб (2010; 24 у 2002).
Національний склад (станом на 2002 рік):
- марі — 100 %